# Conseil national des femmes du Ghana
Le Conseil national des femmes du Ghana (National Council of Ghana Women, NCGW) est une organisation de femmes ghanéennes créée sous l'égide de Kwame Nkrumah en 1960. Elle est dissoute à la chute de Nkrumah en 1966.

## Histoire
Le NCGW est créé en 1960 par le gouvernement de Kwame Nkrumah pour centraliser les groupes de femmes au Ghana,. Nkrumah propose tout d'abord de fusionner la Ligue des femmes du Ghana et la Fédération des femmes du Ghana en août 1959. Hannah Kudjoe et Evelyn Amarteifio, respectivement dirigeantes de la Ligue et de la Fédération, refusent toutes les deux la proposition. Cependant, après juillet 1960, la position de Nkrumah est renforcée par un afflux de nouvelles femmes députées. Il nomme Tawia Adamafio (en) secrétaire général du CPP pour superviser la fusion de la Ligue et de la Fédération en un seul organe contrôlé par le CPP. D'autres organisations féminines plus petites sont également fusionnées dans la NCGW, telles la Ligue des femmes africaines, l'Association des femmes d'Accra, l'Association des jeunes femmes chrétiennes et l' Association des sages-femmes du Ghana.
Le Conseil national des femmes du Ghana est officiellement inauguré par Nkrumah au siège national du CPP le 10 septembre 1960. De nouvelles structures formelles sont introduites, écartant Kudjoe et Amarteifio, et des postes de direction sont offerts aux femmes parlementaires et aux épouses des militants du parti.
Après le coup d'État ghanéen de 1966 qui met fin au régime de Nkrumah, le NCGW est dissout. Plusieurs de ses dirigeants sont emprisonnés avec d'autres militants du CPP.